# Ferrocarril de vía estrecha
El ferrocarril de vía estrecha, ferrocarril de vía angosta o ferrocarril de trocha angosta es un tipo de transporte ferroviario cuyo ancho de vía o trocha es inferior al considerado «normal» del transporte ferroviario. Este ancho normal, que depende de las características de cada país, es el utilizado en la red principal de ferrocarriles, siendo el de vía estrecha el que se utiliza para líneas de carácter secundario.

## Descripción general

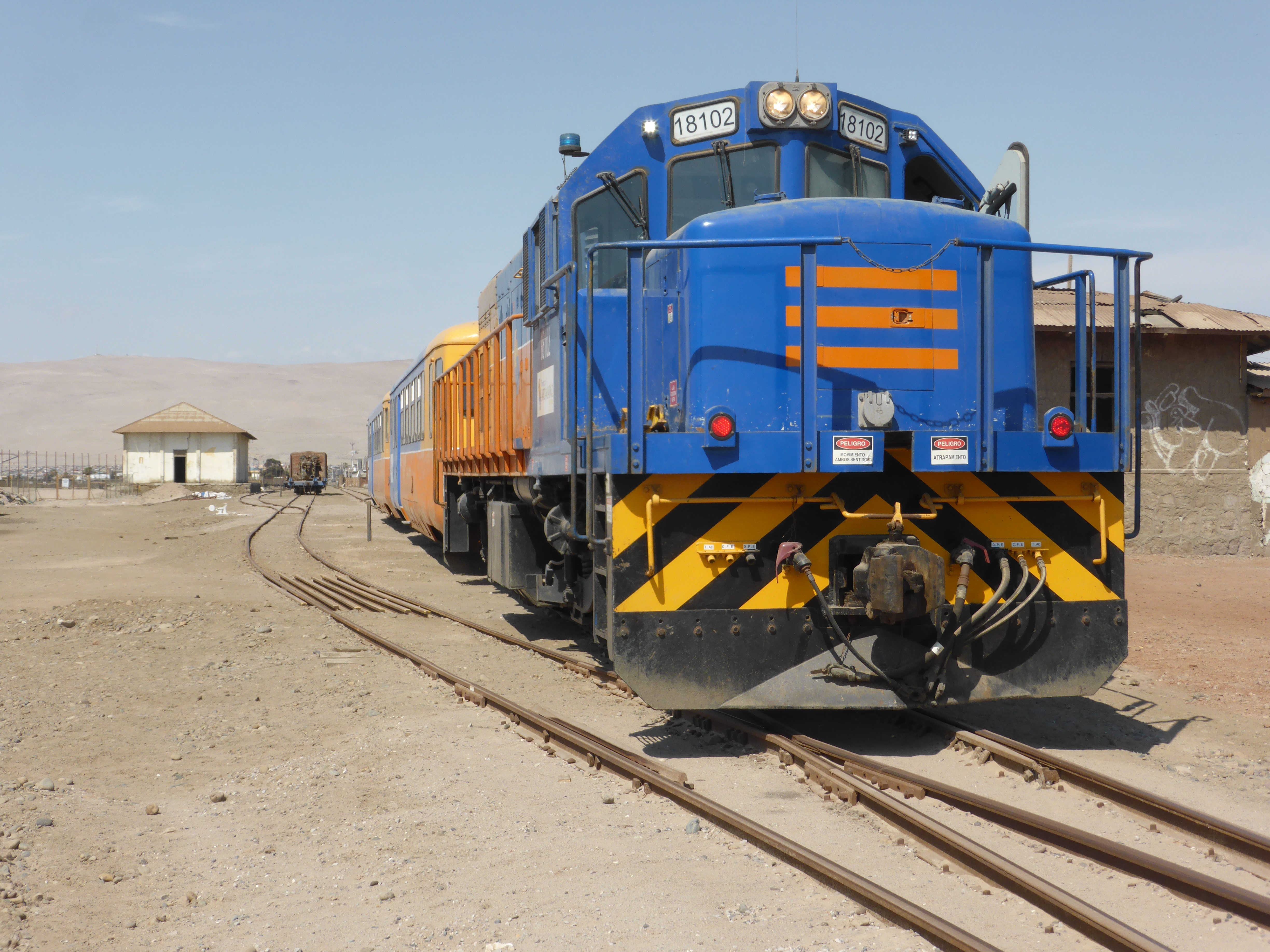
Arica, Chile. Ferrocarril Arica-La Paz. Locomotora General Electric. Ancho de vía 1000 milímetros, o trocha métrica. Vía estrecha de un metro

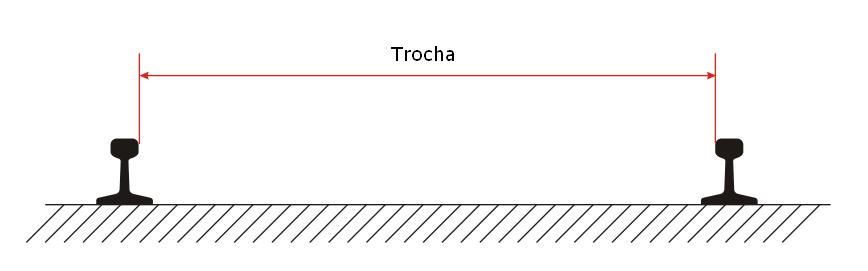

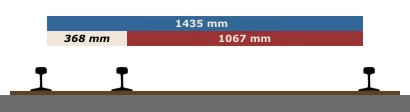
Comparación del ancho estándar (azul) y un tipo de vía angosta (rojo)

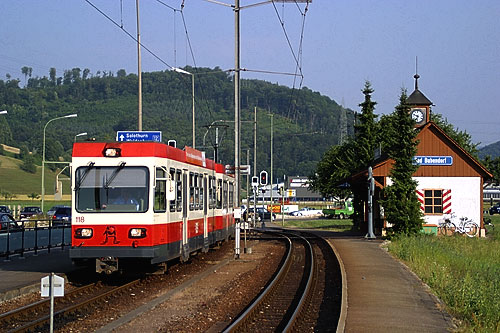
Un tren en la estación Bad Bubendorf, del Waldenburgerbahn con trocha de 750 mm, entre Liestal y Waldenburg, en Suiza

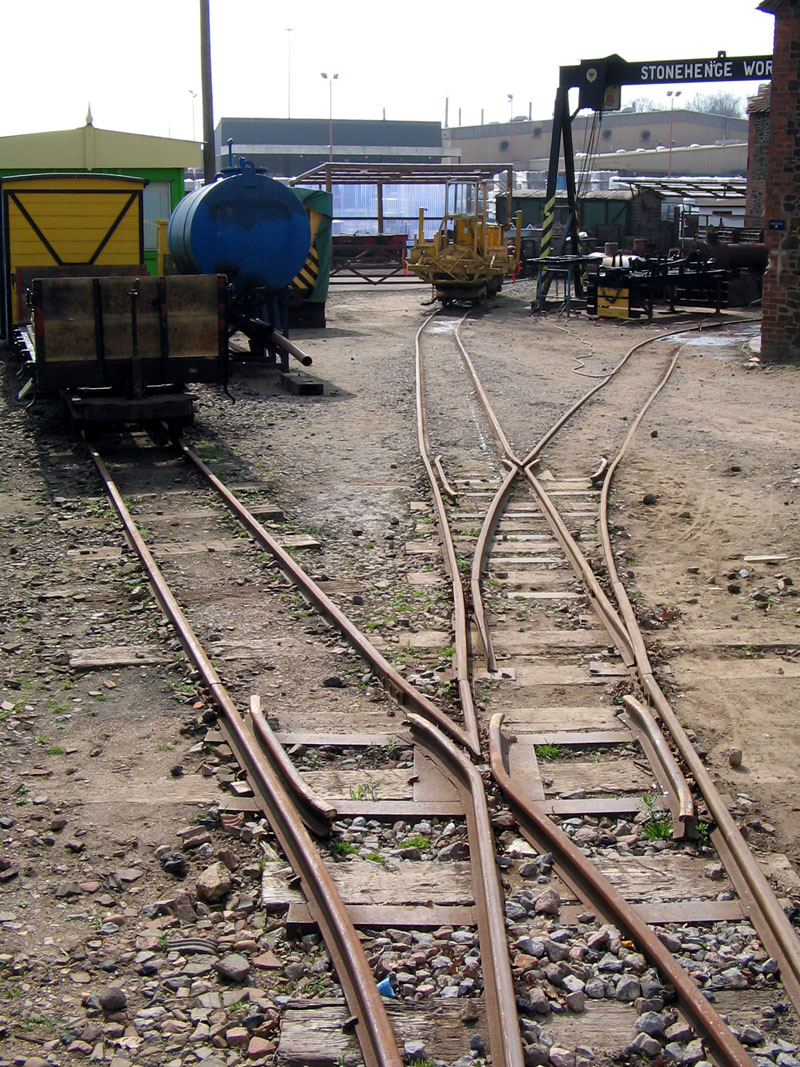
Típicas vías de 610 mm de un tren industrial, en el Ferrocarril de trocha angosta Leighton Buzzard

Los ferrocarriles de ancho de vía estrecha son construidos con radios de curva pequeños y vías con estructuras más pequeñas y son sustancialmente más económicos de construir, equipar y operar que los ferrocarriles de vía de ancho internacional o estándar, particularmente en terrenos montañosos. El bajo costo de los ferrocarriles de vía estrecha hace que se construyan para servir en industrias y comunidades donde el tráfico potencial no justifica los costos de construcción de una línea de ancho más grande. Estos ferrocarriles tienen también un uso especializado en minas y otros entornos en los que las estructuras, al ser de tamaño limitado, necesitan un gálibo pequeño. Por otra parte, las ferrocarriles con ancho de vía mayor permiten tener mayores capacidades de carga y mayores velocidades que los de ancho de vía estrecha.
Históricamente, muchos ferrocarriles de vía estrecha fueron construidos como parte de empresas explotadoras o manufactureras y eran principalmente ferrocarriles industriales antes que de transporte general. Algunos de los usos más comunes de estos ferrocarriles industriales fueron en la minería, madereras, construcción, túneles, canteras y el transporte de productos agrícolas. Amplias redes de trocha angosta fueron construidas en muchos lugares del mundo para estos propósitos. Importantes ferrocarriles azucareros se mantienen en operación en Cuba, Fiyi, Java, Filipinas y en el estado de Queensland, Australia. La trocha angosta permanece de uso común en la construcción de túneles.
Otra razón importante para el uso de ferrocarriles de vía estrecha es aprovechar los costos de construcción bajos en terrenos montañosos o difíciles. Las operaciones de tala en el siglo XIX a menudo usaban ferrocarriles de vía angosta para transportar la madera desde los aserraderos al mercado. Los sistemas ferroviarios nacionales de países como Indonesia, Japón y Nueva Zelanda son principal o únicamente de trocha angosta. Los ferrocarriles de trinchera del frente occidental en la Primera Guerra Mundial demostraron brevemente esta ventaja. Ferrocarriles de trocha angosta de montaña no industriales fueron o son comunes en las Montañas Rocosas de Estados Unidos, en la Cordillera del Pacífico canadiense, en México, Suiza, la antigua Yugoslavia, Grecia, India, Guatemala, El Salvador, Honduras y Costa Rica; y el antiguo ferrocarril en Nicaragua. Otro país con un notable ferrocarril nacional de trocha angosta es Sudáfrica, donde la "trocha del Cabo" de 1067 mm (trocha japonesa) es la más común. En la India, el sistema de trocha angosta está siendo lentamente convertido a trocha ancha, a pesar de que algunos de los más famosos ferrocarriles de la India, el Darjeeling Himalayan Railway y el Kalka-Shimla Railway son ambos de trocha angosta. Todos los ferrocarriles con trocha de 1 metro están siendo convertidos a la trocha de 1676 mm (trocha ancha) mediante el proyecto de unificar los anchos de vía.
Uno de los anchos estrechos menos comunes es el de 900 mm, que hoy en día es utilizado solo por los tranvías de Lisboa y de Linz, aunque en el pasado también fue usado en la red de tranvías de Cracovia.

## Historia del ferrocarril de vía estrecha

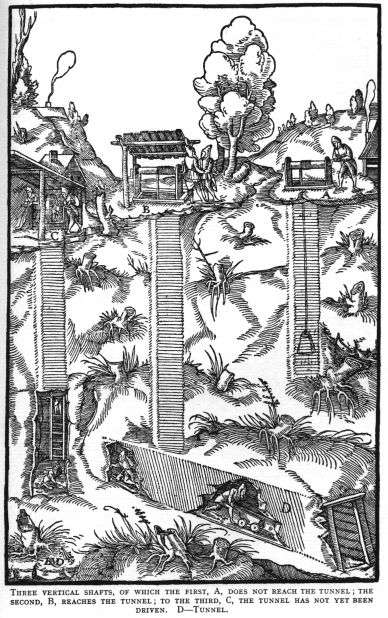
Grabado en madera del De re metallica mostrando un ferrocarril de mina de trocha angosta, 1556.

El registro más antiguo de un ferrocarril aparece en el De re metallica de 1556, el cual muestra una mina en la actual República Checa con un ferrocarril de aproximadamente 610 mm de trocha. Durante el siglo XVI los ferrocarriles, en toda Europa, estaban restringidos principalmente a líneas en minas donde los vagones eran empujados a mano. Durante el siglo XVII los ferrocarriles de mina se extendieron para proveer transporte en la superficie. Estas líneas eran ferrocarriles industriales que conectaban las minas con los centros de transporte cercanos, usualmente canales u otras vías de agua. Estos ferrocarriles estaban usualmente construidos con la misma trocha que los ferrocarriles de las minas, de los cuales derivaban.

## El ferrocarril de vía estrecha en España
En  España la legislación define como ferrocarril de vía estrecha a todas aquellas líneas de ferrocarril cuyo ancho de vía sea inferior a 1668 mm (el llamado «ancho ibérico»). La red principal, de ferrocarril aglutinada y explotada por RENFE a través de Renfe Cercanías AM, a excepción del tren de alta velocidad, que al mantener un ancho de vía internacional (adoptado por la mayoría de países europeos), de 1435 mm, entraría dentro de los considerados legalmente como de “vía estrecha”. Todas las demás líneas de ferrocarril tienen un ancho inferior, normalmente de 1000 mm, aunque hay casos cuyo ancho es diferente a este, como las líneas de los Ferrocarriles de Catalunya y Sarrià así como el Ferrocarril de Langreo (que tuvo hasta 1984 un ancho de 1435 mm) o algunos tranvías.

### Ferrocarriles de vía estrecha de España

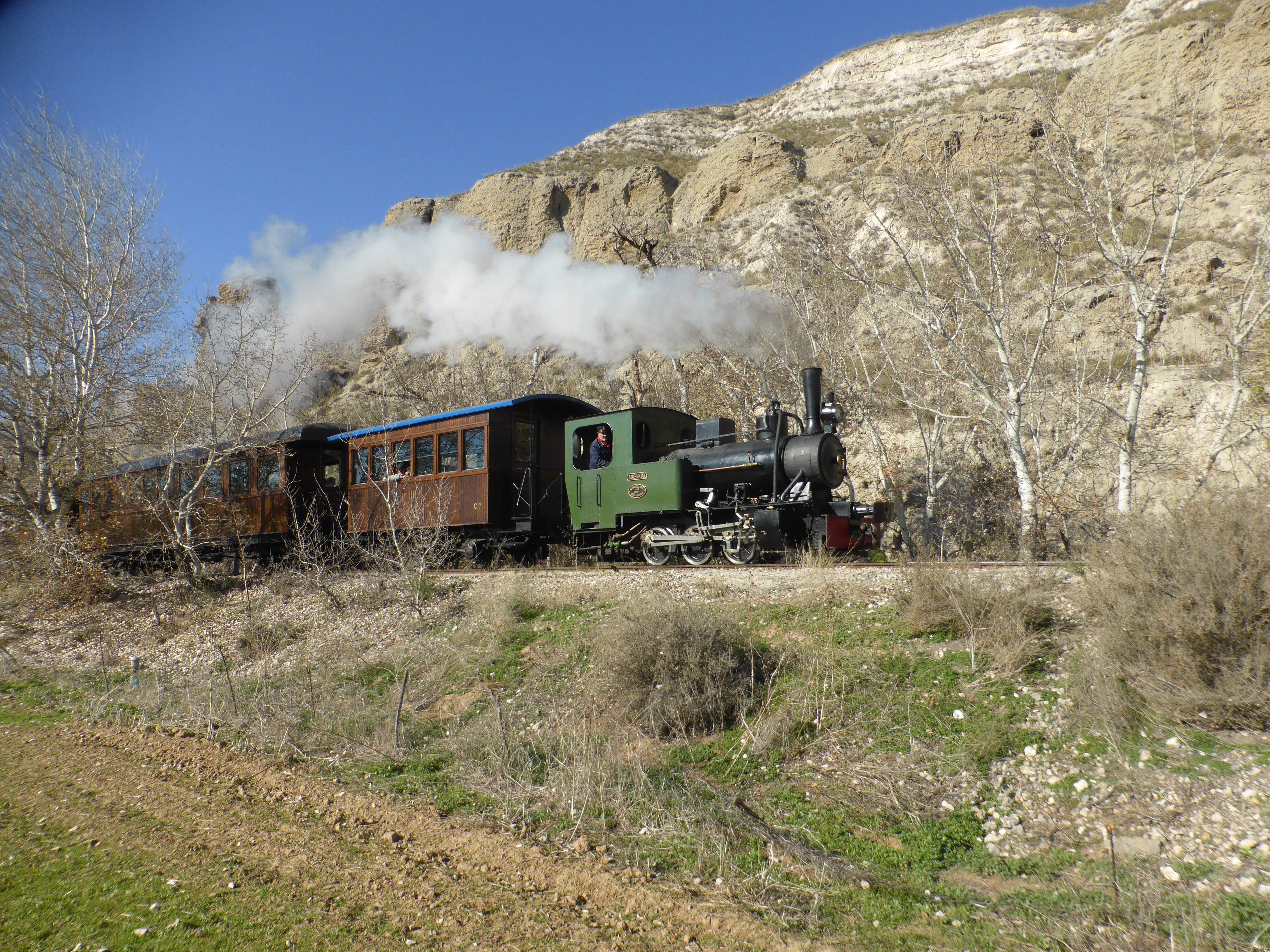
Tren histórico con la locomotora Arganda, de vía métrica (1000 mm).

Entre las diferentes líneas de ferrocarril que completan la red de transporte ferroviario español, la mayoría de ellas mantienen un ancho de 1000 mm. Destacan los siguientes ferrocarriles:
- Ancho métrico (1000 mm)

Las líneas de la antigua FEVE, la línea Llobregat-Anoia de FGC, FGV en la Comunidad Valenciana, Servicios Ferroviarios de Mallorca y las líneas de Euskotren en el País Vasco. RENFE explota la línea de cercanías Cercedilla-Cotos, pasando por el Puerto de Navacerrada.
En la línea minera del Ferrocarril Ponferrada Villablino.
- Ancho madrileño (1445 mm)

Es el utilizado por el Metro de Madrid en algunas líneas.
- Ancho internacional estándar (1435 mm)

El utilizado por las líneas del AVE, en algunas líneas del Metro de Madrid y en la línea Barcelona-Vallés de los Ferrocarriles de la Generalidad de Cataluña, Metro de Barcelona (excepto en la L1).
- Ancho de Sóller (914 mm)

El utilizado en la mallorquina línea Palma de Mallorca - Sóller.